# Hidróxido de amonio
Hidróxido de amonio también es conocido como agua de amoníaco o amoníaco líquido es una solución de amoníaco en agua. Técnicamente, el término "hidróxido de amonio" es incorrecto debido a que dicho compuesto no es aislable (solo lo encontramos como ion amonio e ion oxidrilo, es decir ya disociado). Sin embargo, dicho término da una fiel descripción de cómo se comporta una solución de amoníaco, siendo incluso este término usado por científicos e ingenieros. El agua de amoníaco se encuentra comúnmente en soluciones de limpieza doméstica.

## Química
En soluciones acuosas, el amoníaco se protona para formar iones de amonio e hidróxido según el siguiente equilibrio químico:
{\displaystyle NH_{3}+H_{2}O\rightleftarrows NH_{4}^{+}+OH^{-}\,}
Con una constante de basicidad (Kb) de 1.77×10-5, en una solución 1M de amoníaco, cerca de 0.42% del amoniaco ganará protones para convertirse en iones de amonio (equivalente a un pH de 11.63).

Kb = [NH4+][OH−] / [NH3] = 1.77×10−5.
El amoníaco líquido es usado en análisis cualitativos de inorgánicos. Como muchas aminas, este muestra una coloración azul en soluciones de cobre (Cu2+).
Las soluciones de amoníaco pueden disolver residuos de plata, tales como los formados por el Reactivo de Tollens. También pueden disolver metales reactivos tales como el aluminio y el zinc, con la liberación de gas de hidrógeno. Cuando el hidróxido de amonio es mezclado con peróxido de hidrógeno con la presencia de un ion metálico, como el Cu2+, el peróxido experimenta una rápida descomposición.
En joyería, funciona como pátina mezclado con vinagre de manzana